# 模擬市民3組合
《模擬市民3組合》是指只為遊戲增加了物件的小型資料片，內容包括新物件、傢具、服飾等，組合並未新增遊戲的玩法。至目前，模擬市民3共發行了九款組合。

## 組合

### 頂級奢華組合
《模擬市民3：頂級奢華組合》是模擬市民3系列發售的第一個組合，于2010年2月上市。內容包括了一些新物件、現代化傢俱、模擬市民十週年特別禮品，3個來自《模擬市民》、《模擬市民2》的物件：心型震動床、電吉他、水族箱。

### 慾望街車組合
《模擬市民3：慾望街車組合》是模擬市民3系列發售的第二個組合，于2010年9月上市。這個組合以車輛為主題，新增了以下四種不同的生活方式的物件和汽車：賽車、陰謀、鄉村搖滾和古典奢華。發佈日期是2010年9月7日。

### 休閒生活組合
《模擬市民3：休閒生活組合》是模擬市民3系列發售的第三個組合，于2011年2月上市。這套組合以室外生活為主，新增了一些傢具電器、壁爐、火爐、三溫暖熱水浴缸以及一些興趣喜好和廚具用品。

### 摩登生活組合
《模擬市民3：摩登生活組合》是模擬市民3系列發售的第四個組合，于2011年7月上市。這套組合以城市生活為主，新增了一些具有現代特色的傢具，提供住家新設計，以及新的公共建築如圖書館、體育中心、遊樂場以及洗衣房等等。

### 主臥室組合
《模擬市民3：主臥室組合》是模擬市民3系列發售的第五個組合，于2012年1月上市。
此物品包所包含的物品大多比来自其他物品包的物品更昂贵，囊括了大部分卧室、浴室的家具物件。增加了新的床，浴缸，面盆，以及许多新的装饰花瓶、蜡烛、玫瑰花瓣等。

### 凱蒂佩苪甜心包
《模拟人生3：凱蒂佩苪甜心包》是模擬市民3系列發售的第六個組合，于2012年6月上市。
2013年7月，EA官方證實此組合包已下架並無法購買。EA也不會再生產任何《凱蒂佩芮甜心包》的實體版或數位版。

### 迪赛生活组合
《模拟人生3：Diesel物品包》是模擬市民3系列發售的第七個組合，于2012年7月10日上市。
该物品包是以意大利的服装设计公司Diesel为原型设计。Diesel在TheSims3.com 模拟人生3官网的投票"对下一个物品包有何期待（What should we see in the next stuff pack?）" 中入选。

### 70、80及90年代組合
《模拟人生3：70、80及90年代組合》是模擬市民3系列發售的第八個組合，于2013年1月22日上市。

### 电影組合
《模拟人生3：电影組合》是模擬市民3系列發售的第九個，也是目前最後一個組合，于2013年9月10日上市。

## 外部連結
- 模擬市民3 中文官方網站 （繁體中文）
- 模擬市民3 英文官方網站 （页面存档备份，存于） （英文）